# Ріо-Ондо (Техас)
Ріо-Ондо (англ. Rio Hondo) — місто (англ. city) в США, в окрузі Камерон штату Техас. Населення — 2021 особа (2020).

## Географія
Ріо-Ондо розташоване за координатами 26°14′5″ пн. ш. 97°34′53″ зх. д. / 26.23472° пн. ш. 97.58139° зх. д. (26.234627, -97.581466).  За даними Бюро перепису населення США в 2010 році місто мало площу 4,71 км², з яких 4,37 км² — суходіл та 0,33 км² — водойми.

## Демографія
Згідно з переписом 2010 року, у місті мешкало 2356 осіб у 753 домогосподарствах у складі 596 родин. Густота населення становила 501 особа/км².  Було 825 помешкань (175/км²).
Расовий склад населення:
| - 90,2 % — білих - 0,5 % — чорних або афроамериканців - 0,3 % — корінних американців - 0,1 % — азіатів - 8,1 % — осіб інших рас |

До двох чи більше рас належало 0,8 %. Частка іспаномовних становила 84,5 % від усіх жителів.
За віковим діапазоном населення розподілялося таким чином: 30,6 % — особи молодші 18 років, 55,4 % — особи у віці 18—64 років, 14,0 % — особи у віці 65 років та старші. Медіана віку мешканця становила 35,2 року. На 100 осіб жіночої статі у місті припадало 97,0 чоловіків;  на 100 жінок у віці від 18 років та старших — 87,2 чоловіків також старших 18 років.
Середній дохід на одне домашнє господарство  становив 44 750 доларів США (медіана — 37 743), а середній дохід на одну сім'ю — 51 224 долари (медіана — 43 259). Медіана доходів становила 41 131 долар для чоловіків та 22 630 доларів для жінок. За межею бідності перебувало 22,4 % осіб, у тому числі 37,9 % дітей у віці до 18 років та 15,4 % осіб у віці 65 років та старших.
Цивільне працевлаштоване населення становило 659 осіб. Основні галузі зайнятості: освіта, охорона здоров'я та соціальна допомога — 39,8 %, роздрібна торгівля — 17,6 %, транспорт — 8,3 %, публічна адміністрація — 6,1 %.